# Országos Kórházi Főigazgatóság
Az Országos Kórházi Főigazgatóság (rövidítve: OKFŐ) az 516/2020 (XI. 25) Kormányrendelettel jött létre. 
2021. január elsejétől az OKFŐ látja el az országos egészségügyi intézetek, valamint az állam fenntartásában és tulajdonában lévő kórházak fenntartói feladatait és irányítását.
Az OKFŐ-t irányító miniszter alapesetben az egészségügyért felelős miniszter, veszélyhelyzetben pedig az Operatív Törzs vezetőjeként kijelölt rendészetért felelős miniszter, azaz a belügyminiszter.

## Története
2021. január elsejével az OKFŐ-höz kerültek a 2015-ben létrehozott Állami Egészségügyi Ellátó Központ (rövidítve: ÁEEK) feladatai. Az ÁEEK egy központi hivatalként működő központi költségvetési szerv volt, jogelődje a Gyógyszerészeti és Egészségügyi Minőség- és Szervezetfejlesztési Intézet (GYEMSZI) volt, melynek elnevezése 2015. március 1-jével Állami Egészségügyi Ellátó Központra változott. Az ÁEEK 2020. december 31-ével szűnt meg, helyébe lépett az Országos Kórházi Főigazgatóság.

## Jogállása
Az  Országos Kórházi Főigazgatóság (a továbbiakban: OKFŐ) önálló jogi személyiséggel és saját gazdasági szervezettel rendelkező központi hivatal. Létrehozásáról rendelkező jogszabály: az  Országos Kórházi Főigazgatóságról szóló 506/2020. (XI. 17.)
Kormányrendelet (Statútumrendelet). 
- A költségvetési szerv alapításának dátuma: 2020. november 18.
- A költségvetési szerv alapítására, átalakítására, megszüntetésére jogosult szerv megnevezése: Kormány
- A költségvetési szerv irányítása, felügyelete: A költségvetési szerv irányító szervének megnevezése: Belügyminisztérium.[5]

## Feladatai
Az OKFŐ kiemelten az alábbi hat feladatot látja el: 
 
1) az országos gyógyintézetek és az országos társgyógyintézetek, valamint az állam fenntartásában, illetve tulajdonában lévő egészségügyi intézmények
tekintetében fenntartói és irányítási jogait, a gazdasági társaságok tekintetében a tagsági jogokat, valamint az alapítványok esetében az alapítói jogok gyakorlásával kapcsolatos feladatokat. 
 
2) Az OKFŐ ellátja az orvos- és egészségtudományi felsőoktatási intézmények klinikai központjai tekintetében az országos kórház-főigazgató számára a Kormány által külön rendeletben meghatározott feladatokat.
 
3) Az OKFŐ ellátja a honvédelmi miniszter által irányított egészségügyi szolgáltató, valamint az a) pont szerinti szolgáltató irányítása alá tartozó egészségügyi szolgáltató tekintetében az országos kórház-főigazgató számára a Kormány külön rendeletében meghatározott feladatokat. 
 
4) Az OKFŐ ellátja az egészségügyi intézmények vezetői és foglalkoztatottjai tekintetében az országos kórház-főigazgató számára külön jogszabályban meghatározott munkáltatói jogok gyakorlásával kapcsolatos feladatokat.
 
5) Az OKFŐ középirányító szervként közreműködik az egészségügyért felelős miniszternek (a továbbiakban: miniszter) az egészségügyi intézmények fenntartásával és irányításával kapcsolatos feladatai, valamint – a miniszter erre irányuló utasítása esetén – az ágazati szakmai irányítási feladatok ellátásában.
 
6) Az OKFŐ ellátja az OKFŐ, illetve az országos kórház-főigazgató számára jogszabályban meghatározott egyéb feladatokat.